# Luna 1958B
Luna 1958B fu una sonda spaziale sovietica. Essa costituisce il secondo tentativo dell'URSS di raggiungere la Luna.
Fu lanciata il 12 ottobre 1958 con l'obiettivo primario di impattare con il suolo lunare. Non si sa se Luna 1958B contenesse del gas di sodio come la precedente sonda Luna 1958A.
La missione fu un insuccesso, la sonda fu gravemente danneggiata durante il volo ed esplose 104 secondi dopo il lancio.

Le specifiche tecniche non sono mai state rese pubbliche.